# Circuito de Pedralbes
O Circuito de Pedralbes foi um circuito de rua temporário localizado no bairro de Pedralbes, Barcelona, Espanha. Possuía 6,316 metros de extensão e sua característica principal era a longa reta inicial.
Inaugurado em 1946 nos subúrbios da cidade, no bairro Pedralbes, o circuito contava com ruas largas e amplas esquinas; pilotos e fãs de corrida adoraram o curso. O circuito sediou o Grande Prêmio de Penya Rhin quatro vezes (1946, 1948, 1950 e 1954). O circuito também sediou o Grande Prêmio da Espanha em 1951 e 1954.
Devido a regras de segurança mais rigorosas após a tragédia de Le Mans em 1955, o Circuito de Pedralbes foi permanentemente aposentado como local de corrida.